# Ice Lake
Ice Lake is een microarchitectuur van Intel op 10nm voor consumentenprocessoren uit 2019, en volgt Cannon Lake en Whiskey Lake op. De kernen dragen de codenaam 'Sunny Cove'. Ice Lake is niet alleen te vinden in dunne en lichte laptops, maar sinds 2021 ook in servers. De tiende generatie Core voor desktops was niet een taak voor Ice Lake, maar voor Comet Lake. 

## Lakefield
Uit de architectuur van Ice Lake ontstond in 2020 een experimenteel project genaamd 'Lakefield'. Dit was een eerste poging van Intel om een hybride systeem in te zetten, waarbij kleine kernen genaamd 'Tremont' achtergrondtaken en kleine opdrachten lieten uitvoeren, terwijl er ook een Sunny Cove (Ice Lake) kern aanwezig was om de zware taken af te ronden. Dit is waarschijnlijk een succes geweest in de ogen van Intel, want dit concept zal worden teruggebracht bij Alder Lake, de twaalfde generatie Intel Core. Dit concept is overigens niet nieuw, dit wordt al gebruikt in ARM-gebaseerde microchips.
| Model               | Grote kernen + kleine kernen | Threads | Kloksnelheid (boost) | Cache |
| ------------------- | ---------------------------- | ------- | -------------------- | ----- |
| Intel Core i5-L16G7 | 1+4                          | 5       | 1,4 GHz (3,0 GHz)    | 4 MB  |
| Intel Core i3-L13G4 | 1+4                          | 5       | 0,8 GHz (2,8 GHz)    | 4 MB  |

## Specificaties en veranderingen
Ice Lake is een architectuur van Intel die meerdere keren is vertraagd door de problematische ambities die Intel had voor zijn 10nm procedé. Hierom zijn de Ice Lake processors niet in 2017 en 2018 uitgekomen, zoals gepland, maar in de tweede helft van 2019. Voor servers kwam het pas in het tweede kwartaal van 2021. Sunny Cove heeft verder een 18% IPC verbetering vergeleken met Skylake op 14nm, maar veel lagere kloksnelheden in laptops. In servers zijn de kloksnelheden daarentegen volledig volgens plan. Ook had Ice Lake een nieuwe iGPU, die het begin was van wat later Intel Iris Xe zou worden in Tiger Lake. 
| Model                     | Platform               | Kernen | Threads | Kloksnelheid (boost) | Cache |
| ------------------------- | ---------------------- | ------ | ------- | -------------------- | ----- |
| Intel Core i7-1065G7      | Laptops                | 4      | 8       | 1,3 GHz (3,9 GHz)    | 8 MB  |
| Intel Core i5-1035G7      | Laptops                | 4      | 8       | 1,2 GHz (3,7 GHz)    | 6 MB  |
| Intel Core i3-1005G1      | Laptops                | 2      | 4       | 1,2 GHz (3,4 GHz)    | 4 MB  |
| Intel Xeon Platinum 8380  | Servers en datacenters | 40     | 80      | 2,3 GHz (3,4 GHz)    | 60 MB |
| Intel Xeon Platinum 8351N | Servers en datacenters | 36     | 72      | 2,4 GHz (3,5 GHz)    | 54 MB |
| Intel Xeon Platinum 8358  | Servers en datacenters | 32     | 64      | 2,6 GHz (3,4 GHz)    | 48 MB |